# Жанажол
Жанажол — газоконденсатное месторождение в Мугалжарском районе Актюбинской области Казахстана. Относится к Прикаспийской нефтегазоносной провинции.
Открыто в 1978 году. Залежи углеводородов расположены на глубине 1,9 — 3,6 км. Запасы природного газа составляет 133 млрд м³.
Дебит нефти 2 до 281 т/сут. Дебиты газа 219 тыс. м³/сут.
Плотность нефти 809—827 кг/м³, маловязкие, сернистые (0,7- 1,11 %), парафинистые (4,9-7,1 %). Содержание силикагелевых смол 4,23 — 6,8 %, асфальтенов 0,43 −1,78 %.
Газ газовых шапок тяжёлый, этансодержащий, доля тяжёлых углеводородов в нём достигает 18,5 %, содержание метана 73,24 %, сероводорода 2,94 %, азота до 1,93 %.
Содержание стабильного конденсата 614 г/м³. Плотность его 770 кг/м³, в составе присутствуют до 3,6 % парафина, 0,41 % серы и 0,55 % силикагелевых смол. По углеводородному составу конденсат имеет парафиновую основу. Общее содержание парафиново-нафтеновых углеводородов превышает 86 %.
Центр добычи — п-к Жанажол.

## Операторы месторождении
Жанажол разрабатывает китайская нефтяная компания CNPC-Актобемунайгаз. Добыча нефти 2010 году составила 4,45 млн тонн.